# Lista de municípios de Roraima por área urbana
Esta é uma lista dos municípios de Roraima por área urbana, com dados do Instituto Brasileiro de Geografia e Estatística (IBGE) referentes a 2019.
| Posição     | Município          | Área urbana (km²) |
| ----------- | ------------------ | ----------------- |
| 1           | Boa Vista          | 116,7697          |
| 2           | Rorainópolis       | 14,5752           |
| 3           | Normandia          | 14,1138           |
| 4           | Pacaraima          | 10,7802           |
| 5           | Caracaraí          | 10,7505           |
| 6           | Cantá              | 10,3047           |
| 7           | Bonfim             | 9,5451            |
| 8           | Uiramutã           | 8,5388            |
| 9           | Alto Alegre        | 8,2558            |
| 10          | Amajari            | 7,3044            |
| 11          | Mucajaí            | 6,0004            |
| 12          | Caroebe            | 3,3655            |
| 13          | São João da Baliza | 3,2065            |
| 14          | São Luiz           | 3,1278            |
| 15          | Iracema            | 2,6588            |
| Total (km²) | Total (km²)        | 229,2972          |